# Ptochophyle jabaina
Ptochophyle jabaina är en fjärilsart som beskrevs av Pierre E.L. Viette 1978. Ptochophyle jabaina ingår i släktet Ptochophyle och familjen mätare. Inga underarter finns listade.